# Der Kleine Buch Verlag
Der Lauinger Verlag (bis 2016 Der Kleine Buch Verlag) ist ein Buchverlag mit Sitz in Karlsruhe. 2010 wurde er von Sonia Lauinger gegründet. Zusätzlich übernahm sie 2014 das Programm und Team des G.Braun Buchverlags. Das Angebot umfasst ein breites Spektrum, von Belletristik über Lyrik bis hin zu Freizeitführern und Geschichtsbüchern.

## Geschichte
Der Kleine Buch Verlag wurde 2010 von Sonia Lauinger gegründet und brachte in den folgenden vier Jahren mit drei Mitarbeitern etwa 25 Titel heraus. Das belletristisch ausgerichtete Programm umfasste Kriminalromane, Frauen- und Entwicklungsromane, Historische Romane, Erzählungen und Anthologien. Die Autoren waren meist Debütanten aus dem deutschsprachigen Raum. Lauinger gründete und organisiert darüber hinaus die kleine Buchmesse Bücherbüffet in Karlsruhe.
Als 2014 die Schlütersche Verlagsgesellschaft, Hannover, aus strategischen Gründen den Entschluss fasste, den G. Braun Buchverlag – einen der führenden Regionalverlage Baden-Württembergs und seit über 200 Jahren in Karlsruhe ansässig – nicht fortzuführen, übernahm Lauinger dessen gesamtes Verlagsprogramm sowie das Team des G. Braun Buchverlags.
Dadurch wuchs der Verlag auf sieben Mitarbeiter und sein Programm auf etwa 320 lieferbare Titel an. Seit dem Herbstprogramm 2014 setzt Der Kleine Buch Verlag bis auf wenige Ausnahmen das Programm des G. Braun Buchverlags fort und hat damit sein Spektrum erweitert: Schwerpunkte bilden nun neben Belletristik die Themen Freizeit, Regionales, Kulturelles und Historisches. Jährlich erscheinen rund 30 neue Titel. Alle belletristischen Bücher sowie zahlreiche Titel aus der Reihe Kleine Geschichte sind neben der Printausgabe auch als E-Book verfügbar.
Der Verlag ist Mitglied in der IG Regionalia des Börsenvereins des Deutschen Buchhandels, als deren stellvertretende Sprecherin Lauinger auftritt.

## Produkte
In der Belletristik-Reihe publiziert der Verlag Romane, Krimis und Kurzgeschichten aus dem gesamtdeutschen Sprachraum. Das besondere Augenmerk liegt dabei auf Literatur für bzw. aus Südwestdeutschland, aber auch Orte wie Berlin oder Kreta sind literarisch vertreten. Die Reihe Kleine Geschichte – Regionalgeschichte fundiert und kompakt bietet einen populärwissenschaftlichen Überblick zur Geschichte von Städten, Regionen sowie zu geschichtlich interessanten Themen. Weiterhin veröffentlicht der Verlag Radführer und Wanderführer zum Südwesten Deutschlands. Bildbände werden in unterschiedlichen Buchformaten zu den Themen Stadtansichten, Landschaftsaufnahmen und Objektfotografie herausgegeben.

## Autoren
Der Verlag veröffentlichte unter anderem Werke von Jörg Böhm, Jérémie Kaiser und Regina Schleheck.

## Buchhandlung
Seit 2020 betreibt der Lauinger Verlag eine eigene Buchhandlung. Neben Büchern des eigenen Verlags verkauft der Bücherbüffet-Laden vor allem Werke von unabhängigen Verlagen und Selfpublishern. Zusätzlich nutzt der Verlag die Buchhandlung als Veranstaltungsort für Lesungen mit seinen Autoren. 